# Balijbrug
De Balij- of Westergobrug is een stalen fiets- en voetgangersbrug over A12 in Zoetermeer. Hij is genoemd naar het nabijgelegen natuurgebied De Balij. In de architectuur van de brug is het krachtenverloop van de constructie te zien. De hoofdconstructie is aan de ene kant onder het dek en aan de andere kant boven het dek en volgt hiermee precies het momentenverloop van de brug (ligger op drie steunpunten).
De brug is in 2005 in een geheel op zijn plaats geschoven.